# El Cazadero, Durango
El Cazadero är en ort i Mexiko.   Den ligger i kommunen Santiago Papasquiaro och delstaten Durango, i den centrala delen av landet, 900 km nordväst om huvudstaden Mexico City. El Cazadero ligger 1 750 meter över havet och antalet invånare är 422.
Terrängen runt El Cazadero är kuperad västerut, men österut är den platt. Runt El Cazadero är det mycket glesbefolkat, med 6 invånare per kvadratkilometer. Närmaste större samhälle är Santiago Papasquiaro, 4,7 km sydost om El Cazadero. Omgivningarna runt El Cazadero är i huvudsak ett öppet busklandskap.